# NGC 7487
NGC 7487 é uma galáxia elíptica (E-S0) localizada na direcção da constelação de Pegasus. Possui uma declinação de +28° 10' 46" e uma ascensão recta de 23 horas, 06 minutos e 50,5 segundos.
A galáxia NGC 7487 foi descoberta em 3 de Agosto de 1886 por Lewis A. Swift.